# Will Solomon
William "Will" James Solomon (Hartford, Connecticut, 20. srpnja 1978.) je američki profesionalni košarkaš. Igra na poziciji razigravača, a trenutačno je član turskog Fenerbahçe Ülkera. Bivši je NBA košarkaš momčadi Memphis Grizzliesa, Toronto Raptorsa i Sacramento Kingsa. 

## Karijera
Nakon juniorske sezone provedene na sveučilištu Clemson, Solomon se odlučio prijaviti na NBA draft. Izabran je u 2.krugu (33. ukupno) NBA drafta 2001. od strane Vancouver Grizzliesa. Za Grizzliese je u sezoni 2001./02. odigrao 62 utakmice i prosječno postizao 5.2 poena, 1.1 skok i 1.5 asistencija. Nakon samo jedne godine provedene u NBA ligi, odlučio se na odlazak u Europu. 2003. potpisao je za grčki Aris iz Soluna, a sa svojom novom momčadi iste godine osvojio je FIBA Eurokup Challenge. Sljedeće sezone odlazi u izraelski Hapoel Jeruzalem, s kojim je na kraju sezone osvojio ULEB kup. U sezoni 2004./05. odlazi u turski Efes Pilsen i po prvi puta u karijeri igrao je u najprestižnijem europskom klupskom natjecanju Euroligi. Sljedeće sezone natrag se vraća u Izrael i potpisuje za Maccabi Tel Aviv. 2006. odlazi u istanbulski Fenerbahçe Ülker, a u dva navrata je s Fenerbahçeom osvojio naslove turskog prvaka. Prosječno je u Euroligi postizao 17.9 poena, 3.1 skok i 3.9 asistencija po susretu. U srpnju 2008. potpisuje za NBA momčad Toronto Raptorsa, a u veljači 2009. mijenjan je u Sacramento Kingse za centra Patricka O'Bryanta. Za Sacramento Kingse odigrao je 14 utakmica i prosječno postizao 5 poena, 1.5 skokova i 0.7 asistencija.  9. travnja 2009. natrag se je vratio u svoju bivšu momčad Fenerbahçe Ülker.

## Refrence
1. ↑  Kral Solomon ve Fenerbahçe
2. ↑  Toronto pokazao da ozbiljno računa na Ukića
3. ↑  Ukićev suigrač vratio se u Europu[neaktivna poveznica]

## Vanjske poveznice
- Profil na Euroleague.net
- Profil na Fenerbahce.org
- Profil  Arhivirana inačica izvorne stranice od 4. kolovoza 2011. (Wayback Machine) na Basketball-Reference.com
- Profil  Arhivirana inačica izvorne stranice od 18. listopada 2008. (Wayback Machine) na Clemson Tigers.com